# Pavel Jurkovič
Pavel Jurkovič (18. srpna 1933 Starý Poddvorov – 4. února 2015 Praha) byl český hudebník, zpěvák, skladatel, pedagog a popularizátor lidových písní.

## Život a kariéra
Pavel Jurkovič se narodil 18. srpna 1933 ve Starém Poddvorově na Hodonínsku. Jeho vztah k hudbě ovlivňovala lidová hudební tradice na rodném Podluží. Zpěv začal studovat po válce již ve svých dvanácti letech v pražské Schole cantorum při břevnovském klášteře. V roce 1957 se stal členem pozdějších Pražských madrigalistů. V letech 1965–1967 studoval postgraduálně v Salcburku u Carla Orffa. Založil Českou Orffovu společnost a propagoval Orffův didaktický systém na našich školách. Od roku 1967 pravidelně spolupracoval s rozhlasem. V letech 1987–1990 byl redaktorem hudebních stránek dětského časopisu Sluníčko.
Od roku 1968 spolupracoval se souborem Chorea Bohemica a později Musica Bohemica Jaroslava Krčka, stejně jako s řadou dalších souborů a kapel. Některé z nich, jako Musica Poetica nebo Musica Humana, sám založil a vedl.
Více než polovinu svého učitelského života prožil Pavel Jurkovič v Praze 7 v ZŠ v Umělecké ulici. Mezi jeho žáky patří např. sopranistka Hana Blažíková.
Pavel Jurkovič je autorem či spoluautorem mnoha učebnic a odborných publikací. Je držitelem Výroční ceny Československého rozhlasu za tvorbu pro děti (1980), ocenění za zásluhy o šíření orffovských myšlenek uděleném Orffovou nadací v Mnichově (1995) a Ceny České hudební rady za iniciativní počiny v hudební výchově (1996).